# Edah Haredit
La Edah Haredit, o Eida Jareidis (en hebreo: העדה החרדית), «comunidad de los que temen a Dios», es una federación bastante amplia de grupos ortodoxos judíos autónomos, dotada en Israel de sus propios tribunales rabínicos. La ideología de los grupos que la integran tiene una tendencia antisionista. No está afiliada a la Edah HaHaredit sefardí, menos conocida.

## Historia
La Edah Haredit hunde sus raíces en el antiguo Yishuv de Palestina. Este término sirve para designar a los judíos religiosos que vivían en Palestina antes de los inicios de la implantación sionista, en los años 1880. Sus principales centros eran las 4 ciudades santas de Safed, Tiberíades, Jerusalén y Hebrón.
Estas comunidades, de origen sefardí o askenazí, se adherían totalmente a la ideología histórica del judaísmo ortodoxo, según la cual el estado judío de la Antigüedad había sido destruido por voluntad divina como castigo por los pecados del pueblo judío. Según esta aproximación, sólo el mesías puede restablecer el estado judío, a la hora decidida por Dios.
La llegada de los sionistas suscitó una fuerte oposición por dos razones. Por una parte, cualquier intento humano de recrear un estado judío antes de la llegada del mesías es un ataque contra la voluntad divina. Por otra parte, el modo de vida laico de los pioneros sionistas (el nuevo Yishuv) estaba en total oposición con el modo de vida religioso del antiguo Yishuv.
Aunque casi todas las comunidades ortodoxas de finales del siglo XIX y principios del siglo XX se opusieron al sionismo naciente, las comunidades de Palestina fueron de las más vocales.
Un partido religioso, el Agudat Israel, se creó en Europa oriental en 1912, por una coalición de grupos procedentes del judaísmo rabínico ortodoxo. Cada uno de esos grupos tenía (y sigue teniendo) sus propias opciones, y una amplia autonomía ideológica. Esto se debe a la propia estructura del judaísmo ortodoxo, que no cuenta con una dirección centralizada. Cada rabino importante tiene sus propios fieles. Esto es especialmente cierto entre los jasidíes. Aguda es el portavoz de esa coalición de rabinos influyentes, y en ningún caso es emanación de sus militantes o puede imponer una opinión a los grupos que lo forman. La creación del Aguda trataba de organizar a los judíos religiosos en los estados no judíos de Europa oriental, como fuerza de presión política. La idea principal era rechazar (más o menos ampliamente según las obediencias) la modernidad, de preservar un modo de vida tradicional de modo ampliamente centrado en la comunidad, y lo más aislada posible del entorno no religioso. También se trataba de luchar contra los "modernistas" en el seno del judaísmo: reformados, sionistas, liberales, socialistas, etc.

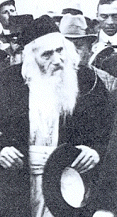
El rabino Sonnenfeld.

Desde 1912 una rama de Aguda se implantó en el seno del antiguo Yishuv palestino, pero no "empezó a funcionar realmente hasta después de la Primera Guerra Mundial. A partir de 1919, su centro era la comunidad jaredí de Jerusalén". A menudo se marca como fecha de creación de la Edah Jaredit la de 1919, a pesar de que por aquella época aparecía muy cercana a Agudat Israel. Contando desde 1919, el conflicto político entre Aguda en Palestina y el Yishuv sionista se agudizó. El antiguo Yishuv rechazó cualquier relación con el nuevo Gran Rabinato establecido en Palestina por las instituciones sionistas y el poder británico en el Mandato Británico de Palestina. Se negoció con los británicos una red específica de tribunales rabínicos, bajo la dirección del rabino Joseph Haïm Sonnenfeld (1849-1932), a menudo considerado el padre espiritual de la Edah Jaredit. Uno de los dirigentes locales de Aguda, Jacob Israel de Haan (1881-1924) llegó hasta a proponer la alianza con los árabes palestinos contra los sionistas. El 30 de junio de 1924 Avraham Tehomi asesina a Jacob Israel de Haan de tres balazos a mansalava en el pecho , cuando el joven Dr. Jacob Israël de Haan salía de la Sinagoga Shaarei Zedek en la calle Jaffa, en Jerusalén.
A partir de los años 1930, la situación de Aguda en Palestina cambia con la llegada de numerosos rabinos de Europa oriental que huían ante el crecimiento del antisemitismo en los distintos países de esta región. Su llegada al territorio del Mandato Británico de Palestina no implicaba una alianza con el proyecto político sionista. Pero eran conscientes de los riesgos que corrían sus fieles en Europa, y deseaban encontrar una solución para ellos. La Agencia Judía para Palestina, institución sionista, distribuía los visados de inmigración concedidos por los británicos. Estos nuevos inmigrantes aceptaron pues establecer contactos con el movimiento sionista. "En febrero de 1935 desembarca en Palestina una delegación del movimiento Agudat Israel mundial. [...] Da órdenes a sus sección palestina para que refuerce la colaboración práctica con los sionistas. [...] La Kenesia Guedola o gran asamblea de Agudat Israel, celebrada en septiembre de 1937 en Marienbad [...] reafirma su antisionismo de principio [...] pero en la práctica decide reforzar la coordinación con los partidos sionistas".
Para los seguidores de la línea tradicional del partido en Palestina, esas evoluciones significaban el final de la lucha contra los sionistas. Fue la ruptura. Un cierto número de rabinos, y las comunidades que dirigían dejaron Aguda en 1938. La mayoría había surgido del antiguo Yishuv, aunque ciertos inmigrantes jaredíes más recientes se les unieron. Los escisionistas hicieron que la Edah Haredit fuera un grupo totalmente independiente del Agudat Israel de Palestina.

## Organización
La Edah Haredit no es una organización centralizada. Igual que Agudat Israel, pero a un nivel más firme, es una federación muy amplia de grupos muy autónomos. Cada uno de esos grupos se centra en su rabino dirigente, según el principio de Emunat Jajamim, "la fe en los sabios".
La Edah Jaredit es de hecho sobre todo una organización de tribunales rabínicos, que define por su jurisprudencia las reglas de vida de las comunidades adheridas, pero sin entrar nunca en su funcionamiento interno.
Esa organización muy amplia puede llevar a divergencias, a disidencias o enfrentamientos internos. Así los jasidíes de Belz dejaron la Eda Jaredit a principios de los años 1980.

## Diferencias entreEdah Jaredity los otros grupos dejaredim
La diferencia entre la Edah Jaredit y los otros jaredim se encuentra sobre todo en el grado de firmeza de su rechazo al sionismo. Mientras que hay organizaciones como Agudat Israel y los partidos políticos (Shas, Déguel HaTorá y Yahadut Hatorah) que participan en las elecciones israelíes, los miembros de Edah Haredit se niegan de modo sistemático a votar o a participar de ninguna manera en los asuntos del Estado de Israel.

## Geografía
Se puede encontrar a los miembros de la Edah haredit principalmente en Jerusalén (en especial en su bastión de Mea Shearim), en el Estado de Nueva York, en los Estados Unidos, pero también en muchas comunidades haredíes occidentales: Canadá, Bélgica, Francia, Países Bajos, Reino Unido. Como demuestra el origen de sus dirigentes, la Edah Jaredit actual no está centrada solamente sobre los descendientes del antiguo Yishuv de Palestina. Federa también a las comunidades más estrictamente haredíes de la diáspora judía.

## Dirigentes de la Edah Haredit

### Rabinos dirigentes (גאב"ד) de la Edah Haredit
1. 1919-1932: Rabino Yosef Jaim Sonnenfeld (1849-1932)
2. Gran Rabino Yoseph Tzvi, de la dinastía hasídica de Dushinsky (1865-1949)
3. Rabino Zelig Reuven Bengis (1864-1953)
4. Gran Rabino Joel Teitelbaum, jefe de la dinastía hasídica de Satmar (1887-1979)
5. 1979-1989: Rabino Itzlok Yaakov Weiss (1901-1989), autor de MinchaT Itzchak, anteriormente de Mánchester, Inglaterra)
6. 1989-1996: Rabino Moshe Arye Freund (1904-1996), autor de Ateres Yehoshua, miembro de la comunidad hasídica de Satmar
7. 1996-2002: Rabino Israel Moshe, de la dinastía hasídica de Dushinsky (1921-2003)
8. desde 2002: Rabino Itzjak Tuvia Weiss (antes dayan, juez religioso, en la comunidad jasidica de Amberes, Bélgica)

### Presidentes (נשיאים) de la Edah Haredit
1. Rabino Joel Teitelbaum, dirigente de la dinastía hasídica de Satmar (1887-1979)
2. Rabino Moshe Teitelbaum, dirigente de la dinastía hasídica de Satmar (1914-2006)
3. Rabino Meshulam Dovid Soloveitchik, Rosh Yeshiva (rector de la Yeshivá) de Brisk, actual presidente de la Edah Haredit.